# City pop
El city pop (en japonés: シティ・ポップ, shitī poppu) es un subgénero del J-pop popularizado durante los años 1980 coincidente con la burbuja financiera experimentada en Japón. Considerado inicialmente la banda sonora de la prosperidad económica experimentada por el país, o una suerte de "música para yuppies", su estética e impronta cultural en la sociedad japonesa fue intensa. Factores como el acelerado aumento de la calidad de vida del japonés promedio, la fuerte influencia occidental de la época de postguerra, o la migración rural hacia las grandes ciudades en búsqueda de mejores oportunidades laborales, impulsaron al género.
Con la explosión de la burbuja financiera a finales de los años 80, el inicio de la denominada «década perdida» y el cambio profundo en el estilo de vida y la cultura debido al fuerte choque que derivó de este colapso, propició la desaparición del género coincidiendo con el final de la Era Shōwa. A finales de los años 2010 se ha experimentado la viralización, en aplicaciones como YouTube, redes sociales como TikTok o en plataformas de streaming como Spotify, de icónicas canciones del género como «Mayonaka no Door / Stay With Me» de Miki Matsubara o «Plastic Love» de Mariya Takeuchi. Ello ha proporcionado una reivindicación del City Pop, su popularización en occidente y su revitalización para generaciones posteriores.

## Inicios

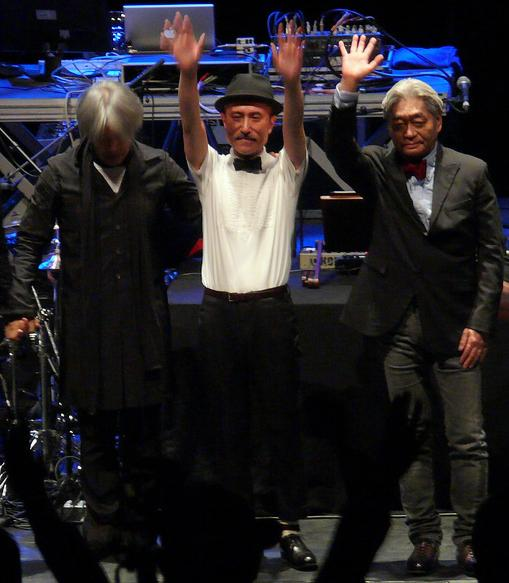
Los integrantes de Yellow Magic Orchestra en 2008: Ryūichi Sakamoto, Yukihiro Takahashi y Haruomi Hosono.

Su inicio como género fue a partir del final de la década del 70 acompasado con el boom de la burbuja especulativa de los últimos años de la era Shōwa japonesa (1926-1989). Compositivamente se define el City Pop en esencia como una mezcla acompasada de influencias musicales occidentales, especialmente el jazz y jazz fusión, R&B, la música funk, disco, AOR y el dance pop, se cita a la banda Happy End (1969-1972) como el punto de partida y precursores del City Pop.

"Happy End exploró las posibilidades de combinar el canto popular occidental con melodías japonesas. A diferencia de muchas otras bandas de esta época, Happy End, liderada por Haruomi Hosono y Takashi Matsumoto, cantaba en japonés, un gesto muy influyente en esta era dominada por los anglófonos. Hosono luego pasó a formar la Yellow Magic Orchestra."
Leon Jackson (AllMusic) 

Sin embargo, el paso a la masificación del género y a su transformación se debió principalmente a dos artistas: Akira Terao y Tatsurō Yamashita, los cuales introducirían ritmos nuevos, más cercanos al dance pop, a las Big band, al Soul y al Jazz, tomando una mayor personalidad y logrando insertarse culturalmente debido a la cadencia natural de sus canciones, las cuales se asociaron fuertemente al momento.

"Tatsuro Yamashita, prolífico cantautor, productor y guitarrista, ha fusionado los ritmos del funk, el soft-rock y el R&B con los sonidos futuristas del optimismo tecnológico japonés desde su debut en solitario en 1976. Ha vendido aproximadamente 9 millones de álbumes, después de 45 años de carrera en solitario, con 17 álbumes de estudio, dos álbumes en vivo, muchas compilaciones y más de 40 sencillos. Es uno de los músicos japoneses más populares junto a su esposa, Mariya Takeuchi, con quien a menudo realiza giras y colabora. Antes de fundar su estilo icónico al comienzo del boom económico de Japón, debutó en la banda de soft rock Sugar Babe, junto a los miembros Taeko Ohnuki, Kunio Muramatsu y Eichi Ohtaki."
Miranda Remington (Pen-Online) 

## Apogeo del City Pop

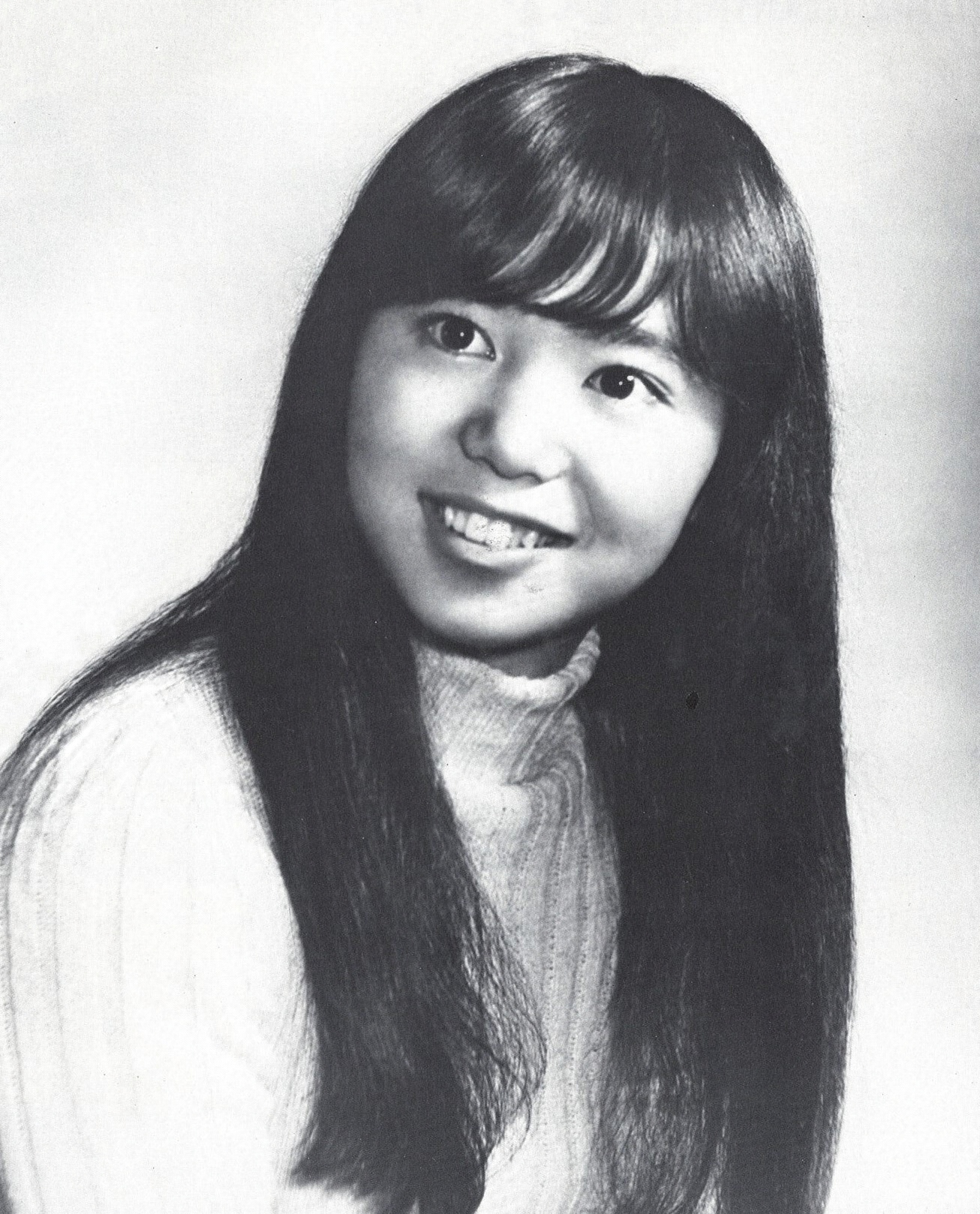
La cantante Mariya Takeuchi

Sin embargo es en los años 1980, especialmente en el mayor momento de la burbuja especulativa, en el que el City Pop toma un fuerte impulso. En esta época destacan especialmente los trabajos de Taeko Ohnuki, Meiko Nakahara, Mariya Takeuchi y Miki Matsubara, quienes se convertirían en las figuras más visibles del género. Su popularidad se extendió tanto que el disco de Akira Terao, Reflections, superó en ventas a Thriller, de Michael Jackson, solamente en Japón. Aun así el género no trascendió más allá de las fronteras del país asiático, especialmente cuando Ryūichi Sakamoto, tanto en su trayectoria con Yellow Magic Orchestra como en solitario, consigue destacarse en el exterior. Sumado a esto la influencia cultural del City Pop se ve evidenciada en la utilización como bandas sonoras de muchas series de anime de ese periodo.
Es ya en el final de la era Showa cuando el City Pop toma su identidad, con ritmos cadenciosos y melancólicos matizados con jazz, boogie, tropical dance y funk. Se identifica más como una música propia para el Tokio que nunca duerme, sutilmente ambiental para un izakaya a altas horas de la madrugada en Roppongi o en Kabukichō, mientras varios empleados pasan el rato bebiendo tras el final de su jornada laboral. A su vez el City Pop no solo influye en la música, sino que toma una estética propia de su momento, inspirándose en tonos cálidos, paisajes tropicales y la estética del Pop-Art.

"Con un crecimiento económico sin igual, un éxodo rural en su cenit y una apertura cultural sin precedentes, Japón era el caldo de cultivo perfecto no sólo para imaginar el futuro, sino para no necesitar hacerlo. Su presente ya era perfecto. De ese modo, con jóvenes oficinistas con sueldos desorbitados y jóvenes parejas pudiendo permitirse comprar viviendas, surgió una vida cosmopolita alrededor de las grandes ciudades que todo el mundo quería vivir."
Álvaro Arbonés (caninomag.es) 

## Descenso

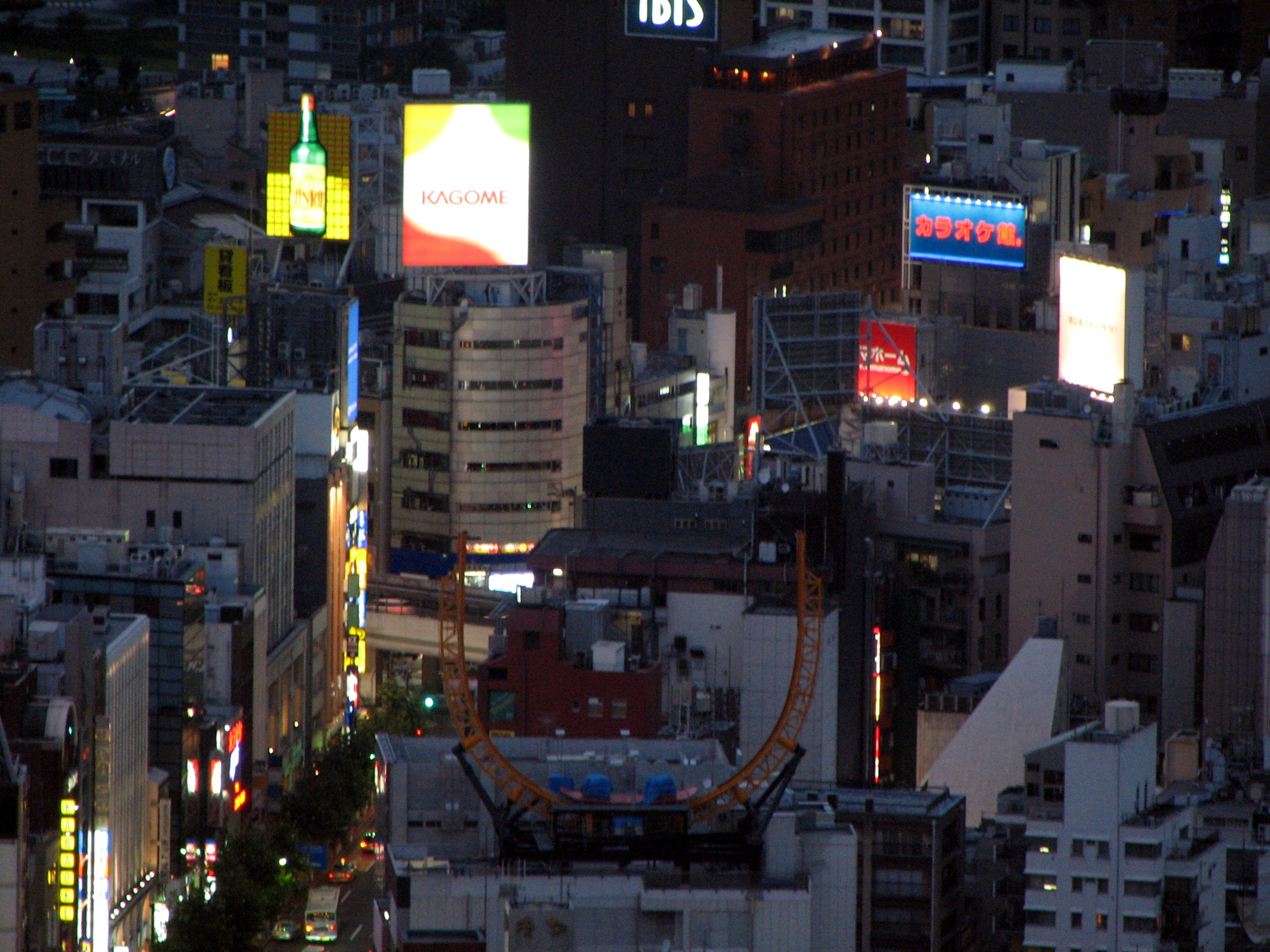
Panorámica nocturna del barrio Roppongi

Al final de la década de los 80, comienza a marcarse el colapso económico derivado de la especulación inmobiliaria y financiera de Japón en 1980. Esto marca fuertemente la cultura japonesa y se evidencia en su música. Con el inicio de la Era Heisei (1989-2019), el auge de otros géneros como el Visual kei, así como la evolución de las Idol como nuevos fenómenos de grandes masas, el city pop fue agonizando hasta desaparecer silenciosamente a comienzos de los años 90. Sin embargo, no desaparece del todo, puesto que mucha de su influencia se traspasa al Shibuya-kei, el cual tomaría muchas de las influencias que el city pop había traído consigo. La estética fue abandonada por completo, ya con el colapso de la burbuja, abandonándose todo optimismo inicial que había inspirado al género.

"El city pop fue una tendencia masiva. Tiñó absolutamente todos los aspectos de la cultura japonesa.(...) no dejaba de ser sólo otro ejemplo más de la occidentalización japonesa. Asumiendo una estética más pop, esto se dejo entrever en cómo durante los ochenta también conoció su auge definitivo el manga y el anime, produciendo la amalgama que hoy entendemos por estética japonesa contemporánea. Ese cool japan que ha sobrevivido transformándose con el tiempo. Pues si bien ya no es city pop, aún sigue siendo el cómo Japón transformo su herencia occidental en algo netamente nipón."
Álvaro Arbonés (caninomag.es) 

## Renacimiento

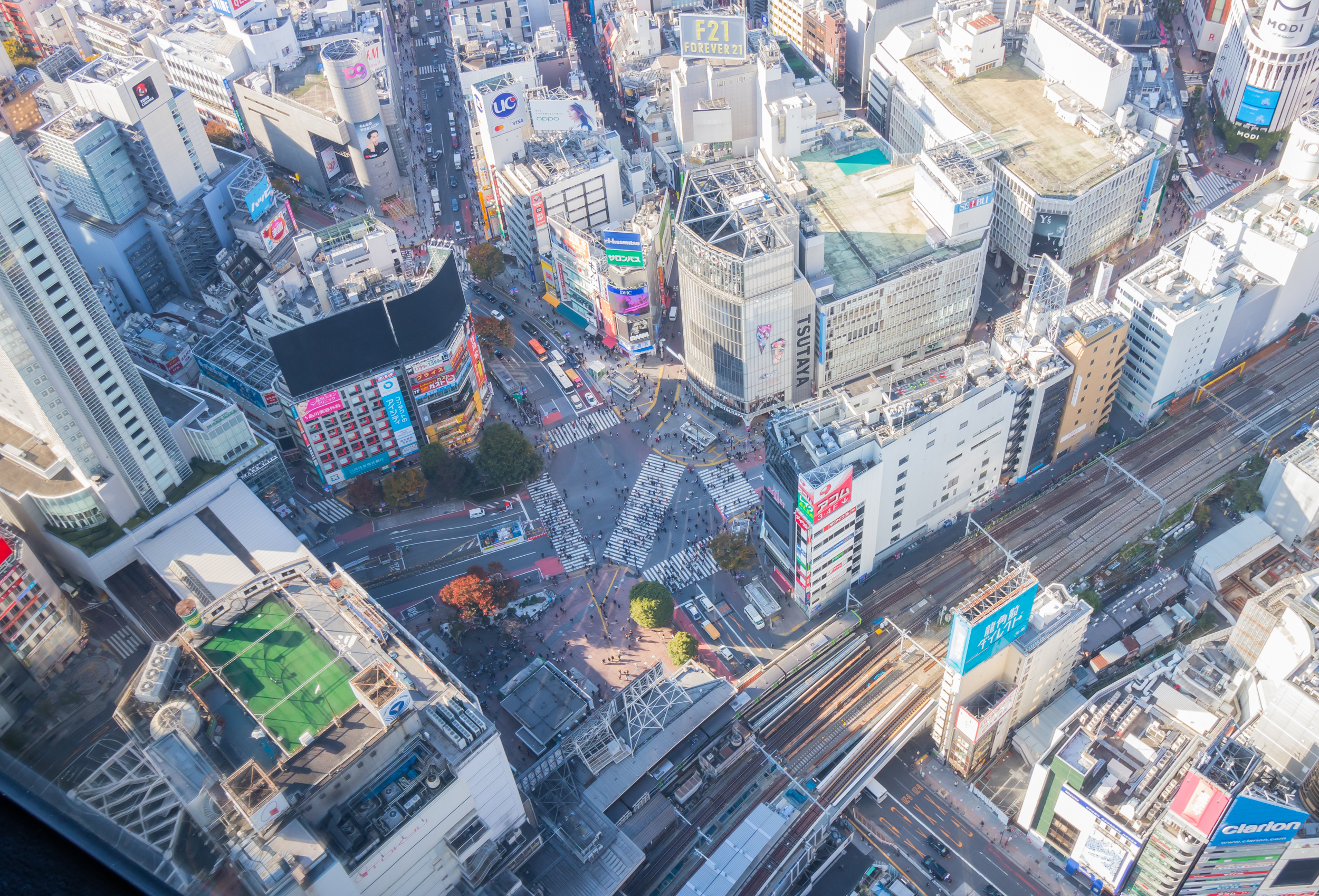
Panorámica diurna de Shibuya

Después de su auge y final tendría un peculiar resurgimiento viral, gracias a YouTube, a través de sus recomendaciones aleatorias, y en particular a una canción de Mariya Takeuchi: «Plastic Love». Ya a finales de la década del 2010, y ya en los finales de la Era Heisei, la reivindicación del género se concreta a través de la viralización por redes sociales. A su vez, la estética derivada del city pop sería una de las influencias más notorias de otros géneros posteriores como el Vaporwave o el Future funk, destacándose varios resamplings de MACROSS 82-99, Yung Bae & Night Tempo quienes tomarían muchas influencias del género.

"El género que se originó como una interpretación japonesa de la música norteamericana ahora está siendo reflejada de vuelta a Occidente, donde la contracultura sigue dando luces sobre sus temas de excesos y paraísos.(...) La abundancia del boom económico pudo haber caído en desgracia, pero la música de esa época aún captura esa sensación abrumadora y perdurable de optimismo por un futuro brillante."
Rob Arcand (vice.com) 

### Influencia en el K pop
El género influiría mucho en el K-pop gracias a la cantante japonesa YUKIKA que con su sencillo debut "NEON" influiría mucho en el K-pop haciendo que otros artistas surcoreanos incursionen en el género, algunos ejemplos de esto son: "Say Something" y "Doughnut" de Twice,  Hard to Love de Blackpink, algunas canciones de Red Velvet "Cupid" de Fifty Fifty, algunos artistas surcoreanos que representan el city pop actual se encuentran YUKIKA,Yerin Baek, Kim Aerum,Yubin, Sunmi, Red Velvet Eyedi, Rainbow Note, Muzie, Taeha, Choi Heart, entre otros.

## Artistas y grupos
La siguiente es una lista de artistas y bandas asociadas con el género musical city pop (está lista incluye artistas idol kayō que han incursionado en el género y reactivaciones del género)
- Casiopea
- Anri
- AB'S
- Haruomi Hosono
- Kengo Kurozumi
- Toshiki Kadomatsu
- Tomoko Aran
- Chisato Moritaka
- Takao Kisugi
- Cindy
- Miki Matsubara
- Makoto Matsushita
- Yumi Matsutoya
- Meiko Nakahara
- Rainych
- Eiichi Ohtaki
- Taeko Ohnuki
- Takako Mamiya
- Hiroshi Sato
- Jun Miyauchi
- Momoko Kikuchi
- Kaoru Akimoto
- Akina Nakamori
- Kiyotaka Sugiyama
- Kingo Hamada
- Omega Tribe
- T-Square
- Sugar Babe
- Masayoshi Takanaka
- Mariya Takeuchi
- Seiko Matsuda
- Miho Nakayama
- Akira Terao
- Junko Ōhashi
- Piper
- Pink Lady
- Junko Yagami
- Mai Yamane
- Tatsuro Yamashita
- Wink
- Yukiko Okada
- Yu Hayami
- YUKIKA
- Yuki Saito
- Yuki Kato
- Yasuha